# جان مویر
جان مویر (انگلیسی: John Muir; ۲۱ آوریل ۱۸۳۸ – ۲۴ دسامبر ۱۹۱۴)، که با نام جانِ کوهستان (John of the Mountains) هم شناخته می‌شود، یک گیاه‌شناس، زمین‌شناس، سیاح، نویسنده، فیلسوف و از پیشگامان حفاظت طبیعت، در ایالات متحدهٔ آمریکا بود. نامه‌ها، مقالات و کتاب‌های بسیاری دربارهٔ گشت‌وگذارش در طبیعت (به‌ویژه در سیرا نوادا) نوشته‌است. فعالیت‌های او به حفظ طبیعت در دره یوسیمیتی، پارک ملی سکویا و دیگر مناطق حیات‌وحش، اختصاص یافته‌است. او همچنین کلوب سیرا (Sierra Club) را بنیان نهاد که از اولین سازمان‌های پیشگام حفظ محیط‌زیست است.
وی در پایان عمرش، بیشتر زمانش را برای نگهداری از جنگل‌های غرب گذراند. درخواست او از کنگره ایالات متحده آمریکا برای لایحهٔ پارک‌های ملی در سال ۱۸۹۰ با پایه‌گذاری پارک ملی یوسمیت تصویب شد. اشتیاق او برای حفظ طبیعت در نوشته‌هایش نمایان است و خواننده‌هایش از جمله روسای جمهوری ایالات متحده و اعضای کنگره را به فعالیت به منظور حفظ محدوده‌های وسیع طبیعی تشویق کرده‌است. او را امروزه با لقب پدر پارک‌های ملی نیز می‌شناسند.